# Rhomboideus major
Rhomboideus major eller Den store rhombemuskel er en skeletmuskel der forbinder scapula med vertebrae på rygsøjlen. I human anatomi, arbejder den sammen med rhomboideus minor, for at holde scapula presset mod den thorakale væg, og for at trække scapula tilbage mod rygsøjlen.